# Rimae Hypatia

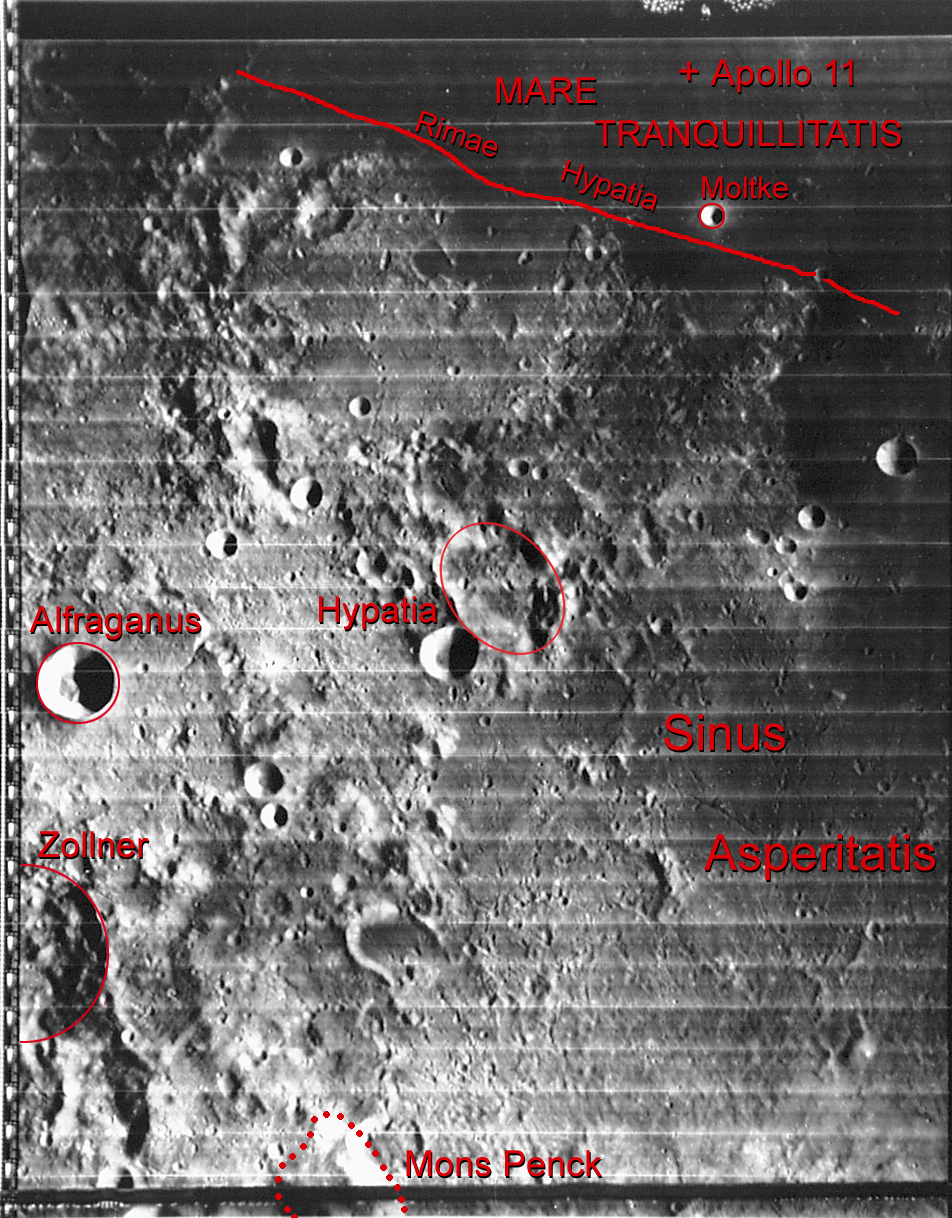
Localización de las Rimae Hypatia

Las Rimae Hypatia son una estructura geológica de la superficie de la Luna. Se trata de un sistema de grietas de la corteza de la superficie lunar, con una longitud de unos 200 km.
Su rumbo es oeste-noroeste, con una configuración considerablemente rectilínea. Se inscriben en una planicie carente de relieve del Mare Tranquillitatis, muy próxima a la orilla suroeste del mar. Pese a que el cráter más cercano a las rimae es Moltke (a unos 20 km), reciben su nombre del cráter Hypatia, situado a más de 150 km. A lo largo de su recorrido atraviesan el ecuador lunar, con una tercera parte de su longitud en el hemisferio norte.